# Agriocnemis canuango
Agriocnemis canuango  (лат.) — вид стрекоз из семейства стрелки (Coenagrionidae).
Экваториальная Африка: северная Ангола (Uíge Province). На лугах рядом с болотом и рекой Canuango на уровне 1225 м.

## Описание
Среднего размера металлически блестящие стрекозы разнообразной окраски (основная окраска желтовато-чёрная с красным кончиком брюшка), птеростигма желтовато-коричневая. Длина тела около 2 см, крыла — около 3 см. Ширина заднего крыла 9,3 — 9,7 мм. Вид был впервые описан в 2015 году энтомологами Клаасом Дийкстра (Klaas-Douwe B. Dijkstra; Naturalis Biodiversity Center, Лейден, Нидерланды), Йенсом Киппингом (Jens Kipping; BioCart Environmental Consulting, Taucha/Лейпциг, Германия) и Николасом Мезьером (Nicolas Mézière; Куру, Французская Гвиана). Видовое название A. canuango происходит от имени места обнаружения типовой серии (река Canuango).